# Taciana Cesar
Taciana Rezende de Cesar Baldé z d. Lima (ur. 12 grudnia 1988 w Olindzie) – brazylijska judoczka. Od 2013 roku reprezentująca Gwineę Bissau
Taciana Cesar była wychowywana przez matkę i ojczyma. W dzieciństwie nie miała kontaktu z ojcem, wiedziała jedynie, że był obcokrajowcem, który studiował inżynierię w Brazylii. Po przegranych kwalifikacjach do Igrzysk Olimpijskich w Paryżu postanowiła odszukać ojca.
Dowiedziała się, że jej ojciec jest Gwinejczykiem. Nazywa się Oscar Suca Baldé i jest Sekretarzem Stanu ds. Rybołówstwa i Zasobów Rybackich. Taciana odnalazła go, uzyskała uznanie ojcostwa i obywatelstwo Gwinei Bissau.
Po zmianie obywatelstwa mieszkała w Brazylii w Porto Alegre. Następnie przeprowadziła się do Portugalii, gdzie mieszkała z rodzeństwem jej ojca. Tam poznała swojego przyszłego męża – Diogo Limę, który również jest judoką. W 2014 roku zostali małżeństwem. W 2018 roku urodził się im syn. Razem z mężem prowadzą klub judo w Gwinei Bissau, w którym trenują dzieci. Jest mentorką i sparingpartnerką Mariany Esteves.
Na początku sportowej kariery reprezentowała swój kraj urodzenia. Po raz pierwszy na zawodach międzynarodowych wystąpiła w 1999 roku. Były to Mistrzostwa Ameryki Południowej, rozgrywane na Wyspie Margarita. W kategorii do 44 kg zajęła drugie miejsce.
W 2013 roku złożyła przysięgę wierności międzynarodowej Gwinei Bissau. W barwach tej reprezentacji siedmiokrotnie zdobyła tytuł Mistrzyni Afryki w Judo.
Brała udział w Letnich Igrzyskach Olimpijskich 2016 w kategorii kobiet w wadze 48 kg, w której przegrała w drugiej rundzie z Galbadrakhyn Otgontsetseg Była chorążym Gwinei Bissau podczas ceremonii zamknięcia.
Brała udział w Letnich Igrzysk Olimpijskich 2020. Była chorążym reprezentacji Gwinei Bissau na ceremonii otwarcia. Wystąpiła w kategorii kobiet w wadze 52 kg. W pierwszej rundzie przegrała z Park Da-solQ.